# اردشیر امیرارجمند
اردشیر امیرارجمند (متولد ۱۳۳۶ خورشیدی در تهران)، حقوق‌دان ایرانی، دانشیار گروه حقوق بین‌الملل و رئیس سابق مرکز و کرسی «حقوق بشر، صلح و دمکراسی یونسکو» در دانشکدهٔ حقوق دانشگاه شهید بهشتی است که ریاست کمیته حقوقی ستاد انتخاباتی میرحسین موسوی در انتخابات ریاست‌جمهوری ایران در سال ۱۳۸۸ را بر عهده داشت. وی در جریان اعتراضات پس از این انتخابات تا به حال از مشاوران ارشد موسوی به‌شمار می‌رود.

## تحصیلات
اردشیر امیرارجمند در سال ۱۳۵۴ از دبیرستان کیهان تهران دیپلم ریاضی می‌گیرد، در سال ۱۳۵۷ مدرک لیسانس حقوق را از دانشگاه ملی (شهیدبهشتی کنونی)، در سال ۱۳۶۰ مدرک فوق لیسانس حقوق بین‌الملل را از دانشگاه استراسبورگ فرانسه و در سال ۱۳۶۹ مدرک دکترای حقوق بین‌الملل را از همین دانشگاه دریافت کرد. پایان‌نامه فوق لیسانس او در مورد «مصادره و ملی شدن اموال افراد» و تز دکترای او در زمینه «اعمال مقررات مخاصمات مسلحانه در دریا در زمان صلح و جنگ» بود.
وی همچنین دیپلم‌های حقوق تطبیقی دانشکده بین‌المللی حقوق تطبیقی فرانسه را در سال ۱۹۸۳، ۱۹۸۴ و ۱۹۸۵ دریافت کرده و در دوره‌های حقوق بشر در مؤسسه بین‌المللی حقوق بشر فرانسه و مرکز بین‌الملل آموزش حقوق بشر در دانشگاه‌ها در فرانسه و سه دورهٔ آموزشی آکادمی حقوق بین‌الملل لاهه شرکت کرده‌است.

## تدریس
امیرارجمند پس از بازگشت ایران در مقطع کارشناسی ارشد حقوق عمومی دانشگاه تهران، دروس «حقوق اداری ایران» و «حقوق اداری تطبیقی» و در مجتمع آموزشی قم، دروس «حقوق بین‌الملل»، «حقوق اداری ایران» و «حقوق تطبیقی» و در دانشگاه شهید بهشتی در دورهٔ دکترا دروس «حقوق بشر»، «تحقیق در متون و اسناد حقوق عمومی و تحلیل محتوای آرای دیوان عدالت اداری» و «تحلیل عملکرد بین‌المللی دولت‌ها و وقایع»، در دورهٔ کارشناسی ارشد دروس «حقوق اداری ایران»، «حقوق بشر و محیط زیست» و «بررسی تفصیلی مسائل حقوق بین‌الملل عمومی» و در دورهٔ کارشناسی درس «حقوق اداری ۱» را ارائه داده‌است.
وی همچنین نقش مهمی در تأسیس دورهٔ کارشناسی ارشد رشتهٔ «حقوق بشر» در دانشگاه شهید بهشتی برای اولین بار در ایران و اعطای کرسی «حقوق بشر، صلح و دموکراسی یونسکو» به دانشگاه شهید بهشتی از سوی یونسکو که تنها کرسی در این زمینه در منطقه خلیج فارس و خاورمیانه است، نقش داشته‌است.

## تهیهٔ قوانین
امیرارجمند در تهیه لوایح قانونی و آئین‌نامه‌های مختلفی از جمله پیش‌نویس «قانون حفاظت و بهره‌برداری از منابع آبزی»، «پیش‌نویس آیین‌نامه حفاظت و بهره‌برداری از منابع آبزی»، «پیش‌نویس لایحه حقوق شهروندی»، «لایحه اسرار دولتی»، «لایحه حریم خصوصی»، «لایحه مسئولیت رسانه‌های همگانی»، «طرح سازمان‌های غیردولتی»، «مسؤولیت مدنی دولت»، «قانون شوراها»، «طرح حقوق متهمین و محکومین»، «لایحه اطلاع‌رسانی» و «قرارداد منعقده بین ایران و روسیه در زمینه حفاظت از منابع آبزی دریای خزر» شرکت داشته‌است.

## مسئولیت‌ها
- عضو هیئت علمی و دانشیار دانشکده حقوق دانشگاه شهید بهشتی
- صاحب کرسی حقوق بشر، صلح و دموکراسی یونسکو (در دانشگاه شهید بهشتی)
- مسؤول کرسی حقوق بشر، صلح و دموکراسی یونسکو
- مدیر گروه حقوق پژوهشکده علوم محیطی دانشگاه شهید بهشتی
- مدیر مرکز حقوق بشر، صلح و دموکراسی
- عضو انجمن حقوق بین‌الملل، لندن
- عضو مؤسس انجمن ایرانی حقوق بشر
- عضو و نایب رئیس کمیسیون حقوق بشر کانون وکلای مرکز
- عضو انجمن ایرانی اخلاق در علوم و فناوری
- عضو جمعیت توسعه علمی ایران
- عضو کمیتهٔ ملی اخلاق زیستی
- عضو مؤسس انجمن ایرانی دوستان سازمان ملل متحد
- عضو مؤسس انجمن ایرانی حقوق جزا
- عضو مؤسس و هیئت مدیره انجمن ایرانی حقوق بین‌الملل
- عضو شورای علمی مرکز پژوهش و اطلاع‌رسانی ریاست جمهوری
- عضو کمیسیون پژوهش و آموزش هیئت نظارت بر اجرای قانون اساسی
- عضو مؤسس انجمن ایرانی جرم‌شناسی